# 薩伏依的瑪麗亞·貝亞特麗切
薩伏依的瑪麗亞·貝亞特麗切（義大利語：Maria Beatrice di Savoia，1943年2月2日—），末代義大利國王翁貝托二世的幼女。

## 家庭
1970年，瑪麗亞·貝亞特麗切與路易斯·拉斐爾·雷納-科瓦蘭·迪倫（Luis Rafael Reyna-Corvalán y Dillon）結婚，兩人共有1子1女：
1. 拉斐爾·亨貝托·盧波（1970年—1994年）
2. 阿扎亞·貝亞特麗切（1973年—）